# Кенија на Светском првенству у атлетици на отвореном 2015.
Кенија је учествовала на Светском првенству у атлетици на отвореном 2015. одржаном у Пекингу од 22. до 30. августа петнаести пут, односно учествовала је на свим првенствима до данас. Кенија је пријавила 52 учесника (28 мушкарца и 24 жене) у 18 дисциплина (10 мушких и 8 женских).,
На овом првенству Кенија је по броју освојених медаља заузела прво место са шеснаест освојених медаља (7 златних, 6 сребрне и 3 бронзане). Поред медаља, Кенија је остварила један светски рекорд сезоне, један национални рекорд, пет лична рекорда и три лична резултата сезоне. У табели успешности према броју и пласману такмичара који су учествовали у финалним такмичењима (првих 8 такмичара) Кенија је са 33 учесника у финалу заузела 2. место са 173 бода.
| Плас. | Земља  | 1. место | 2. место | 3. место | 4. место | 5. место | 6. место | 7. место | 8. место | Бр. финал. | Бод. |
| ----- | ------ | -------- | -------- | -------- | -------- | -------- | -------- | -------- | -------- | ---------- | ---- |
| 2.    | Кенија | 7        | 6        | 3        | 5        | 5        | 1        | 3        | 3        | 33         | 173  |

## Учесници
| Мушкарци: - Карвин Нканата — 200 м - Мајк Мокамба Ниангау — 200 м - Alphas Leken Kishoyian — 400 м - Алфред Кипкетер — 800 м - Фергусон Ротич Черијот — 800 м - Дејвид Лекута Рудиша — 800 м - Тимоти Чериот — 1.500 м - Силас Киплагат — 1.500 м - Асбел Кипроп — 1.500 м - Елајџа Мотонеи Манангои — 1.500 м - Емануел Кипсанг — 5.000 м - Ајзаја Киплангат Коеч — 5.000 м - Калеб Мванганги Ндику — 5.000 м - Едвин Чериот Сои — 5.000 м - Џефри Кипсанг Камворор — 10.000 м - Бедан Кароки Мучири — 10.000 м - Пол Кипнегетич Тануи — 10.000 м - Денис Кипруто Кимето — Маратон - Вилсон Кипсанг Кипротич — Маратон - Марк Корир — Маратон - Николас Бет — 400 м препоне - Харон Коеч — 400 м препоне - Бонифације Мучеру Тумути — 400 м препоне - Џајрус Кипчоге Биреч — 3.000 м препреке - Езекијел Кембој — 3.000 м препреке - Бримин Кипроп Кипруто — 3.000 м препреке - Консеслус Кипруто — 3.000 м препреке - Џулијус Јего — Бацање копља | Жене: - Морин Џелагат Маијо — 400 м - Jacinter Shikanda — 400 м - Џојс Закари — 400 м - Џенет Џепкосгеи Бусиенеи — 800 м - Јунис Џепкоеч Сум — 800 м - Маргарет Ниаирера Вамбуа — 800 м - Нанси Чепквемои — 1.500 м - Мерси Чероно — 1.500 м, 5.000 м - Фејт Чепнгетич Кипјегон — 1.500 м - Виола Чепту Лагат — 1.500 м - Ирина Чебет Чептаи — 5.000 м - Виола Џелагат Кибивот — 5.000 м - Џанет Киса — 5.000 м - Вивијан Јапкемои Черијот — 10.000 м - Сали Чепјего Каптич — 10.000 м - Бетси Саина — 10.000 м - Висилине Јепкечо — Маратон - Една Нгерингвони Киплагат — Маратон - Хелах Кипроп — Маратон - Џемима Јелагат Сумгонг — Маратон - Франциска Коки — 400 м препоне - Росефлине Чепнгетич — 3.000 м препреке - Хивин Кијенг Јепкемои — 3.000 м препреке - Вирџинија Ниамбура Нганга — 3.000 м препреке |  |

## Освајачи медаља (16)

### Злато (7)
| (М) - Дејвид Лекута Рудиша — 800 м - Асбел Кипроп — 1.500 м - Николас Бет — 400 м препоне - Езекијел Кембој — 3.000 м препреке - Џулијус Јего — Бацање копља | (Ж) - Вивијан Јапкемои Черијот — 10.000 м - Хивин Кијенг Јепкемои — 3.000 м препреке |

### Сребро (6)
| (М) - Елајџа Мотонеи Манангои — 1.500 м - Калеб Мванганги Ндику — 5.000 м - Џефри Кипсанг Камворор — 10.000 м - Консеслус Кипруто — 3.000 м препреке | (Ж) - Фаит Чепнгетич Кипјегон — 1.500 м - Хелах Кипроп — Маратон |

### Бронза (3)
| (М) - Пол Кипнегетич Тануи - 10.000 м - Бримин Кипроп Кипруто — 3.000 м препреке | (Ж) - Јунис Џепкоеч Сум — 800 м |

## Резултати

### Мушкарци
| Атлетичар                | Дисциплина       | Лични рекорд        | Квалификације      | Квалификације      | Полуфинале            | Полуфинале            | Финале                | Финале       | Детаљи                                      |
| Атлетичар                | Дисциплина       | Лични рекорд        | Резултат           | Место              | Резултат              | Место                 | Резултат              | Место        | Детаљи                                      |
| ------------------------ | ---------------- | ------------------- | ------------------ | ------------------ | --------------------- | --------------------- | --------------------- | ------------ | ------------------------------------------- |
| Карвин Нканата           | 200 м            | 20,14 (+1,9 м/с) НР | 20,43              | 4. у гр. 4         | Нису се квалификовали | Нису се квалификовали | Нису се квалификовали | 27 / 54 (60) |                                             |
| Мајк Мокамба Ниангау     | 200 м            | 20,48               | 20,51              | 5. у гр. 1         | Нису се квалификовали | Нису се квалификовали | Нису се квалификовали | 31 / 54 (60) |                                             |
| Alphas Leken Kishoyian   | 400 м            | 44,75               | 46,02              | 6. у гр. 5         | Нису се квалификовали | Нису се квалификовали | Нису се квалификовали | 40 / 44 (45) |                                             |
| Алфред Кипкетер          | 800 м            | 1:43,95             | 1:46,67 КВ         | 2. у гр. 5         | 1:44,97 КВ            | 1. у гр. 1            | 1:45,84               | 8 / 41 (45)  |                                             |
| Фергусон Черијот Ротич   | 800 м            | 1:42,84             | 1:45,83 КВ         | 1. у гр. 4         | 1:44,85 КВ            | 2. у гр. 3            | 1:46,35               | 4 / 41 (45)  |                                             |
| Дејвид Лекута Рудиша     | 800 м            | 1:40,91 НР          | 1:48,31 КВ         | 1. у гр. 6         | 1:47.70 КВ            | 1. у гр. 2            | 1:47,66               |              |                                             |
| Тимоти Чериот            | 1.500 м          | 3:34,86             | 3:38,50 КВ         | 6. у гр. 3         | 3:35,74 КВ            | 5. у гр. 2            | 3:36,05               | 7 / 40 (41)  |                                             |
| Силас Киплагат           | 1.500 м          | 3:27,64             | 3:38,13 КВ         | 1. у гр. 3         | 3:43,64 КВ            | 3. у гр. 1            | 3:34,81               | 5 / 40 (41)  |                                             |
| Асбел Кипроп             | 1.500 м          | 3:26,69             | 3:38,97 КВ         | 1. у гр. 2         | 3:43.48 КВ            | 1. у гр. 1            | 3:34,40               |              |                                             |
| Елајџа Мотонеи Манангои  | 1.500 м          | 3:29,67             | 3:42,57 КВ         | 1, у гр. 1         | 3:35,00 КВ            | 1, у гр. 2            | 3:34,63               |              |                                             |
| Емануел Кипсанг          | 5.000 м          | 13:19,42            | 13:46,43           | 8. у гр. 1         |                       |                       | Није се квалификовао  | 23 / 39 (41) |                                             |
| Ајзаја Киплангат Коеч    | 5.000 м          | 12:48,64            | 13:23,51 кв        | 10. у гр. 2        | 13:35,98              | 8 / 39 (41)           |                       |              |                                             |
| Калеб Мванганги Ндику    | 5.000 м          | 12:59,17            | 13:19,58 КВ, ЛРС   | 4. у гр. 2         | 13:31,75              |                       |                       |              |                                             |
| Едвин Чериот Сои         | 5.000 м          | 12:51,34            | 13:45,28 КВ        | 3. у гр. 1         | 13:59,02              | 10 / 39 (41)          |                       |              |                                             |
| Џефри Кипсанг Камворор   | 10.000 м         | 26:52,65            |                    |                    |                       |                       | 27:01,76              |              |                                             |
| Бедан Кароки Мучири      | 10.000 м         | 26:52,36            | 27:04,77 ЛРС       | 4 / 23 (27)        |                       |                       |                       |              |                                             |
| Пол Кипнегетич Тануи     | 10.000 м         | 26:49,41            | 27:02,83           |                    |                       |                       |                       |              |                                             |
| Денис Кипруто Кимето     | Маратон          | 2:02:57 НР          | Нису завршили трку | Нису завршили трку |                       |                       |                       |              |                                             |
| Вилсон Кипсанг Кипротич  | Маратон          | 2:03:23             | Нису завршили трку | Нису завршили трку |                       |                       |                       |              |                                             |
| Марк Корир               | Маратон          | 2:05:49             | 2:21:20            | 22 / 42 (68)       |                       |                       |                       |              |                                             |
| Николас Бет              | 400 м препоне    | 48,29               | 48,37 КВ           | 1. у гр. 1         | 48,54 КВ              | 2. у гр. 3            | 47,79 СРС             |              |                                             |
| Харон Коеч               | 400 м препоне    | 49,50               | 49,38 кв, ЛР       | 5. у гр. 5         | 49,54                 | 7. у гр. 2            | Није се квалификовао  | 19 / 40 (44) | Архивирано на веб-сајту (26. новембар 2015) |
| Бонифације Мучеру Тумути | 400 м препоне    | 48,92               | 48,79 КВ, ЛР       | 1. у гр. 2         | 48.29 кв, ЛР          | 1. у гр. 1            | 48,33                 | 5 / 40 (44)  |                                             |
| Џајрус Кипчоге Биреч     | 3.000 м препреке | 7:58,41             | 8:25,77            | 1. у гр. 2         |                       |                       | 8:12,62               | 4 / 38 (42)  | Архивирано на веб-сајту (25. август 2015)   |
| Езекијел Кембој          | 3.000 м препреке | 7:55,76             | 8:24,75 КВ         | 1. у гр. 3         | 8:11,28               |                       |                       |              | Архивирано на веб-сајту (25. август 2015)   |
| Бримин Кипроп Кипруто    | 3.000 м препреке | 7:53,64 НР          | 8:24,95 КВ         | 3. у гр. 3         | 8:12,54               |                       |                       |              | Архивирано на веб-сајту (25. август 2015)   |
| Консеслус Кипруто        | 3.000 м препреке | 8:01,16             | 8:41,41 КВ         | 1. у гр. 1         | 8:12,38               |                       |                       |              | Архивирано на веб-сајту (25. август 2015)   |
| Џулијус Јего             | Бацање копља     | 91,39 НР            | 84,46 КВ           | 2. у гр. Б         | 92,72 СРС, НР         |                       |                       |              |                                             |

### Жене
| Атлетичарка               | Дисциплина       | Лични рекорд | Квалификације    | Квалификације    | Полуфинале            | Полуфинале            | Финале                | Финале                | Детаљи                                    |
| Атлетичарка               | Дисциплина       | Лични рекорд | Резултат         | Место            | Резултат              | Место                 | Резултат              | Место                 | Детаљи                                    |
| ------------------------- | ---------------- | ------------ | ---------------- | ---------------- | --------------------- | --------------------- | --------------------- | --------------------- | ----------------------------------------- |
| Морин Џелагат Маијо       | 400 м            | 51,63        | 51,40 кв, ЛР     | 4. у гр. 2       | 51,92                 | 7. у гр. 3            | Није се квалификовала | 19 40 (43)            |                                           |
| Jacinter Shikanda         | 400 м            | 52,29        | Дисквалификована | Дисквалификована | Није се квалификовала | Није се квалификовала | Није се квалификовала | Није се квалификовала |                                           |
| Џојс Закари               | 400 м            | 51,14 НР     | 50,71 КВ, НР     | 2. у гр. 3       | Није стартовала       | Није стартовала       | Није се квалификовала | Није се квалификовала |                                           |
| Џенет Џепкосгеи Бусиенеи  | 800 м            | 1:56,04      | 2:01,40          | 4. у гр. 4       | Није се квалификовала | Није се квалификовала | Није се квалификовала | 26 / 44 (45)          |                                           |
| Јунис Џепкоеч Сум         | 800 м            | 1:56,99      | 1:59,67 КВ       | 1. у гр. 2       | 1:57,56 кв            | 3. у гр. 3            | 1:58,58               |                       |                                           |
| Маргарет Ниаирера Вамбуа  | 800 м            | 2:00,49      | 2:03,52          | 7. у гр. 6       | Није се квалификовала | Није се квалификовала | Није се квалификовала | 39 / 44 (45)          |                                           |
| Нанси Чепквемои           | 1.500 м          | 4:03,09      | 4:05,65 КВ       | 3. у гр. 1       | 4:18,15               | 11. у гр. 1           | Није се квалификовала | 23 / 33 (35)          | Архивирано на веб-сајту (25. август 2015) |
| Фаит Чепнгетич Кипјегон   | 1.500 м          | 3:56,98 НР   | 4:02,77 КВ       | 2. у гр. 3       | 4:06.88 КВ            | 2. у гр. 2            | 4:08.96               |                       |                                           |
| Виола Чепту Лагат         | 1.500 м          | 4:04,10      | 4:12,15          | 7. у гр. 2       | Није се квалификовала | Није се квалификовала | Није се квалификовала | 28 / 34 (35)          |                                           |
| Мерси Чероно              | 5.000 м          | 14:34,10     | 15:20,94         | 2. у гр. 1       |                       |                       | 15:01,36              | 5 / 24 (27)           |                                           |
| Ирина Чебет Чептаи        | 5.000 м          | 14:50,99     | 15:21,03         | 4. у гр. 1       | 15:03,41              | 7 / 24 (27)           |                       |                       |                                           |
| Виола Џелагат Кибивот     | 5.000 м          | 14:35,13     | 15:15,27 КВ      | 9. у гр. 2       | 14:46,16              | 4 / 24 (27)           |                       |                       |                                           |
| Џанет Киса                | 5.000 м          | 14:52,59     | 15:26,49         | 4. у гр. 2       | 15:02,68              | 6 / 24 (27)           |                       |                       |                                           |
| Вивијан Јапкемои Черијот  | 10.000 м         | 30:30,44     |                  |                  |                       |                       | 31:41,31              |                       |                                           |
| Сали Чепјего Каптич       | 10.000 м         | 30:26,37     | 31:44,42 ЛРС     | 5 / 24 (25)      |                       |                       |                       |                       |                                           |
| Бетси Саина               | 10.000 м         | 30:57,30     | 31:51,35 ЛРС     | 8 / 24 (25)      |                       |                       |                       |                       |                                           |
| Висилине Јепкечо          | Маратон          | 2:24:44      | 2:36:17          | 20 / 52 (68)     |                       |                       |                       |                       |                                           |
| Една Нгерингвони Киплагат | Маратон          | 2:19:50      | 2:28:18          | 5 / 52 (68)      |                       |                       |                       |                       |                                           |
| Хелах Кипроп              | Маратон          | 2:24:03      | 2:27:36          |                  |                       |                       |                       |                       |                                           |
| Џемима Јелагат Сумгонг    | Маратон          | 2:20:48      | 2:27:42          | 4 / 52 (68)      |                       |                       |                       |                       |                                           |
| Франциска Коки            | 400 м препоне    | 55,82        | 58,96            | 6. у гр. 2       | Није се квалификовала | Није се квалификовала | Није се квалификовала | 35 / 36 (37)          |                                           |
| Росефлине Чепнгетич       | 3.000 м препреке | 9:35,75      | 9:25,91 КВ, ЛР   | 3. у гр. 2       |                       |                       | 9:46,08               | 15 / 42 (45)          |                                           |
| Хивин Кијенг Јепкемои     | 3.000 м препреке | 9:12,51      | 9:26,19 КВ       | 1. у гр. 3       | 9:19,11               |                       |                       |                       |                                           |
| Вирџинија Ниамбура Нганга | 3.000 м препреке | 9:13,85      | 9:28,50 КВ       | 2. у гр. 1       | 9:26,21               | 7 / 42 (45)           |                       |                       |                                           |